# Lactobacillus curvatus
Lactobacillus curvatus zählt zu den psychrophilen, fakultativ heterofermentativen Milchsäurebakterien. Die Zellen sind gekrümmte, bohnenförmige Stäbchen mit abgerundeten Enden. Sie treten paarweise oder in kurzen Ketten auf. Hufeisenförmige oder geschlossene Ringe können häufig beobachtet werden. L. curvatus ist für gewöhnlich unbeweglich. Motile Stämme verlieren bei der Kultivierung üblicherweise diese Fähigkeit. Das Wachstum findet bei 4 bis 42 °C. Einige Stämmen wachsen bis 2 °C. Es kommt in fermentierten Fleischprodukten, vakuumverpacktem Fleisch, Sauerkraut und Silage vor. Es dient als Starterkultur bei der Herstellung von Salami italienischer Art. In Milch von Schweinen kommt es natürlicherweise vor und zeigt probiotische Eigenschaften. Man unterscheidet die Subspezies L. curvatus subsp. curvatus und L. curvatus subsp. melibiosus. Das Genom ist vollständig sequenziert.